# 橋本翔太
橋本 翔太（はしもと しょうた）（5月19日生まれ - ）は、日本のスクール運営者、心理カウンセラー、公認心理師、ヒーリングアーティスト、元レイキティーチャー、シンガーソングライター。福島県出身。
大学にて音楽教育学を、大学院にて学校臨床心理学を専攻、修士課程修了。大学院に通いながら私立中高一貫校の音楽科教諭（非正規）をつとめる。教員退職後、橋本式レイキの指導、「音」と「レイキ（気）」を使って問題を解決するセラピストカウンセラー（「心理支援」）、ピアノ演奏にレイキ（気）をのせるピアノレイキの活動を行う。
2013年からサプリメントの製造・販売・サプリメントによって身体を整えて気を流す（ピアノレイキを聴く）栄養療法の指導を行う。それと並行し、著書の出版、フラワー・レメディ、化粧品の製造・販売・「音の力」を取り入れたスキンケアの指導、セラピスト開業コンサル、ヒーリングピアニスト養成を行う。公認心理師に合格。シンガポールを拠点に南アジア圏でメンタルヘルスの普及活動、心理療法・栄養療法・音楽療法（ピアノレイキ）の３つを柱にした「人生リノベーション学校」の運営を行っている。

## 来歴
2002年、埼玉大学教育学部卒業（音楽教育学専攻）、埼玉大学大学院教育学研究科修士課程入学（学校臨床心理学専攻）。2002年から2007年まで私立中高一貫校の音楽科教諭（非正規）として勤務。教員をしながら大学院に通い、2004年大学院修了、教育学修士号を取得。
2005年から橋本式レイキの指導を、2007年から輝気・音気・ナチュラリング（橋本翔太氏オリジナル設定の橋本式レイキの上位概念）の指導を行う。日本レイキ振興会・日本国際ヒーリングピアノ協会・日本国際レイキ協会を設立し、それぞれの代表を歴任。

2018-2020年、日本リトリーブサイコセラピー協会にて利得や心理セラピーを学び、「東京ハイパー三期」修了時に敢闘賞を受賞。
	
2019年、思考・肉体・エネルギー（波動・気）の３つを柱にしたフォレスト出版との共同の講座「現実世界を本当に変えるメソッド　The Triangler」を開催。
2019年11月、さいたま市立中学校の芸術鑑賞会にて「イメージと気の力」のワークおよび音楽療法（ピアノレイキ / ピアノセラピー）を行う。

2021年、栄養・気（自分だけの情報）・利得を３つの柱にしたフォレスト出版との共同の講座「細胞覚醒人生変革プログラム　Calling」を開催。
2021年10月、公認心理師合格（Ｇルート）。
2022年、教材「公認心理師がお伝えするマネーメソッド　お金の流れを変える『Money & Psychology』」をフォレスト出版から販売。
2023年4月、癒しフェア2023 in OSAKAに出演。

## 人物
「大失恋が『心理学』をはじめ、『気』や『波動』といった目に見えない世界のことを本格的に学ぶ大きな起爆剤」になった。

　部屋は生き物であり、パートナーと考えており、自分の部屋に「しょうちゃん」という名前をつけた。

　「気」のことを勉強するうちに、カラダを「鍛えることが重要」とわかった。

　「根っからの文系で、走ればクラスでダントツのビリ、サッカーもバスケも目もあてられない」「体育が一番苦手で苦痛の教科」だった。

　イラストレーターのくぬぎ太郎は、小学校時代からの同級生で、高校では一緒に吹奏楽部に所属していた
。
　橋本式レイキによる「直感」が働き、2011年3月の東日本大震災の１年前から家族を福島から引っ越させたため無事であり、福島の実家も地震保険にも加入していた。

　公式サイトやSNSでの自身の写真は2019年以前の写真で、2024年現在の写真には大幅な加工が施されている。

## ピアノレイキ・橋本式レイキの効果について
「（ピアノレイキを）聴くだけでうつがよくなる！」、「即効性高い『ピアノレイキ』で心身と人生の流れを改善！　なにもかもが、うまくいく」とうたっている。「心身の状態を指して『元気』『病気』と言うように、『気』」の流れが滞ることが心の病にも関係してきます」と主張し、自らの「気のワーク」「気のメソッド」（＝橋本式レイキ・ピアノレイキ）を「東洋医学」「東洋医療」「代替療法（民間療法）」と位置づけている。

　「ピアノレイキによって（略）15年以上も治らなかった難病が完治し、運命のパートナーとフランスで結婚式を挙げた、というご報告をくださった女性もいます」、「（ピアノレイキのCDを聴くだけで）『ひざ痛が消えた』『大好きな人ができた』『苦手な人と打ち解けられた』『買い物依存が解消された』などのご報告が届くのは、この音楽を開発した僕としてもうれしい限りです」と本人は述べている。
　公式サイトの本人出演の動画では、他のレイキと橋本式レイキの違いとして、「とある難病」にかかってしまった子どもの「お父様がこの橋本式レイキを学んでヒーリングをね、お子さんに対して根気強くつづけていた結果そのお子さんのコンディションが良くなりました、おかげさまですっかり元気になりました」という事例や、橋本式レイキをはじめることによって「引きこもりから書籍出版、俳句の講師に」なった事例を本人が述べていた。

　またピアノレイキの「音楽に包まれながら手を当てると、普段より多くの気が手のひらから出て、ボディ・メンタル・ソウルの波動がより整う」として、「手当て」をピアノレイキに加える手法も紹介している。「レイキが素晴らしいのは、自分に手を当てるだけで気の巡りが良くなることです」、「音楽（ピアノレイキ）を聞くだけでもかまいませんが、自分の体に手を当てて聞く（ピアノレイキ・ヒーリング）と、いっそう効果的です」とうたっている。

　厚生労働省は「レイキはいかなる健康上の目的においても、その有効性は明確に示されていません。レイキは疼痛、不安、うつ症状、などさまざまな症状についての研究がなされていますが、質の高いものがほとんどなく、結果に一貫性がありません」「そのようなエネルギーの存在を示す科学的根拠（エビデンス）はありません」「レイキや手当て療法については、不安に対する有用性は認められていません」とする。

## 気（エネルギー）について
厚生労働省は「そのようなエネルギーの存在を示す科学的根拠（エビデンス）はありません」とするが、橋本氏は「あなたに影響を及ぼす、目には見えないエネルギーを『気』と呼びます。『波動』や『プラーナ』と呼ぶこともあります。あなたの健康面や、メンタル面だけでなく、運のよさ、夢を叶える力に関係する目に見えない力が『気』であり、エネルギーなのです」、「レイキで扱う『気』も、人間には感知できない周波数帯のエネルギー」「気（エネルギー）も目には見えませんが、確かに存在します」「音もエネルギーのひとつであり、確かに存在します」「（気・エネルギーが）見えないから存在しないという考えは人間のおごりです」「即興演奏に『気（エネルギー）』をのせて、場や人々のエネルギーを高める方法を思いつきました。それが『ピアノレイキ』です」「これは何も怪しい話をしているのではありません」と主張している。

## 「気のセラピスト」を心理カウンセラーと考えていることについて
本人は自身の活動を「レイキをはじめとした種々な『気』のメソッドを学び、たくさんの人々のココロとカラダと人生のバランスを整えて問題を改善する活動」、「僕は現在、『音』と『レイキ（気）』を使って問題を改善するセラピスト」、「僕は、『レイキ』という気功の一種のヒーリングを、クライアントさんに施したり、また人に教えたりということをしています。つまり『気のセラピスト』です」と著書で自己紹介している。

　2024年になると「20代からすでに心理支援、カウンセリングを行なってきております」「心理学をベースとした心理支援は、20代前半から続く、私のライフワークのひとつです」と述べている。

## 栄養療法について
「（心理学・スピリチュアルより）食事と栄養が最重要」「心理職こそ心理学ができることの限界を謙虚にわかっているべき」、「食事と栄養素から身体を変えることです。思考でどうこうしようとするのはもう時代遅れなんです」、「波動は思考だけじゃ整わない（略）肉体から波動あげる」と、心理学やスピリチュアルではなく、栄養が最重要であることを主張している。自身が製造・販売する「コーダサプリ」がそれには有効で「人生が飛躍する」「心理学や自己啓発、ビジネスのセミナーや本ではそこは解決できない」と本人はうたっている。

## スピリチュアル・翔太メソッドについて
心理学は心の癖やトラウマを解消するのには効果を発揮するが、お金や成功、恋愛といった現世利益的なことは扱わないアカデミックな世界であったため、スピリチュアル的な学びを取り入れたところ、人生のあらゆることが劇的に変化しわかりやすい成功を手にしたと、本人の体験から主張している。成功、人生を飛躍させるための「情報やチャンス」が「気」には含まれており、その情報をキャッチするためには肉体の「気」の流れをよくする必要があり、栄養・思考（心理）・気（波動、エネルギー）の三つが揃うとあらゆる問題が解決し人生が加速する、とする。

　また、「身体×心理×スピリチュアル、一つでも欠けると効果が出ない」ため、「すべて融合することで最大の効果が発揮されるメソッドを生み出」した、ともする。。

## 「引き寄せの法則」と「名前」をつけることについて
いわゆる「引き寄せの法則」に大きな影響を受けており、著書も出している。引き寄せの法則をふまえ、関心を向けているとその対象が近づいてきてタッチ（現実化）する、イメージしやすいように擬人化して考える、まず名前をつけることで、対象・問題が特定・明確化され、近づくこと・関係を深めることができる、その対象・問題とタッグを組みやすくなる、「気（エネルギー）」を引き寄せて充填されると考えている。最新刊では、防衛機制（防衛反応とも。不安を軽減しようとする無意識的な心理的メカニズム）に「ナイトくん」という名前をつけ、「あなたのオリジナルの名前をつけてあげよう」「（名前をつけることで）自分とナイトくんを分けて客観視しやすくなります」「まず大切なのは、まずは名前をつけてあげることです」と主張している。

## 「夢がかなう」「自己実現」「成功」「本来の自分」について
橋本氏が製造・販売するサプリメントを用いた栄養療法、橋本式レイキ・ピアノレイキ、翔太メソッド、心理学によって、「夢を叶える」「自己実現」「成功」ができる、「生きたい人生を手にし、本来の自分で生きることができる」、「なりたい自分」になれると主張している。2024年に刊行された最新の著書も「セルフ・カウンセリング本と銘打たれてありながら、悩みや問題の解決だけでなく、夢をかなえたり自己実現に導く効果」があると述べている。

## 著書
- あなたをうるおすピアノレイキ　幸運体質に変わるCDブック（2008年、総合法令出版）　→ すべてが楽になるピアノレイキ（2019年、フォレスト出版、改題・一部再編集）
- 5分で運がよくなるピアノレイキ　一瞬で波動が変わるCDブック（2009年、総合法令出版）
- しあわせな恋がはじまるCDブック（2010年、サンマーク出版）
- 大丈夫、あなたの心は必ず復活する　もう「なにもしたくない」と感じているあなたに（2014年、中経出版 → KADOKAWA）
- 「他人(ひと)からどう思われているか」気になったとき読む本（2014年、中経出版 → KADOKAWA）
- 聴くだけうつぬけ（2019年、フォレスト出版）
- あなたの人生は食べたもので決まる（2023年、フォレスト出版、Kindle版）
- わたしが「わたし」を助けに行こう　自分を救う心理学（2024年、サンマーク出版）

他、中国語翻訳版3冊、韓国語翻訳版1冊がある。

〔ピアノレイキ楽譜集〕

- 弾くヒーリングピアノレイキ　浄化を促すデトックス（oyakata〔譜面監修〕との共編、2010年、ドリーム・ミュージック・ファクトリー）
- 弾くヒーリングピアノレイキ　流れが整うストリーミング（oyakata〔譜面監修〕との共編、2012年、ドリーム・ミュージック・ファクトリー）
- 弾くヒーリングピアノレイキ　自信に満ちるグラウンディング（oyakata〔譜面監修〕との共編、2012年、ドリーム・ミュージック・ファクトリー）
- 弾くヒーリングピアノセラピー　大地編　リセットと浄化＆自己肯定感up（青山しおり・oyakataとの共編、 2019年、ドリーム・ミュージック・ファクトリー）
- 弾くヒーリングピアノセラピー　天空編　飛躍とシンクロニシティ（青山しおり・oyakataとの共編、 2019年、ドリーム・ミュージック・ファクトリー）

〔月刊誌『ゆほびか』（マキノ出版）特集・ピアノレイキCD付〕

2010年５月号・2011年２月号・2021年１月号

〔ムック『不安、怒り、うつ　心がスーッと楽になる技術』　特集・ピアノレイキダウンロード音源付〕
「気を高めるピアノレイキ・ヒーリング」（2021年、マキノ出版）